# Liste der Kardinalskreierungen Damasus’ II.
Papst Damasus II. (1048) kreierte in seinem dreiwöchigen Pontifikat lediglich einen Kardinal.

## Kardinalskreierung von 1048
- Altwin, Kardinalpriester, ab 1049 Bischof von Brixen (bis 1091), † 28. Februar 1097